# Yucuna jezik
Yucuna jezik (ISO 639-3: ycn; yukuna, matapi), sjevernoaravački jezik kojim govore Yucuna Indijanci i njihov ogranak Matapi na rijekama Miriti-Parana i donjem toku Caquete u Kolumbiji.
Ukupno 1 800 govornika (2001 SIL) od 1 800 (2001 SIL) etničkih Yucuna. Mnogi govore i španjolski [spa] a neki i tanimucanskim [tnc], jel ih dio živi oženjenih među Tanimuca Indijancima.
naziv matapi koji se koristi kao alternativni naziv ime je plemena navodno istočnotucanoanskog jezičnog porijekla čije je stanište bilo na gornjem toku rijeka Yapiya i Guacaya, a koje su Yucune adoptirali. Godine 1989. Yukune broje oko 1 000 duša, a s njima živi i oko 90 Matapija koji su prihvatili njihov jezik.

## Vanjske poveznice
- Ethnologue (14th)
- Ethnologue (15th)